# 臨時外交調査会
臨時外交調査会（りんじがいこうちょうさかい、旧字体：臨時外交󠄁調󠄁査會）とは、大正時代に天皇直属の組織として設置された外交問題に関する調査・審議機関。単に外交調査会とも呼ばれた。大正6年（1917年）設置、大正11年（1922年）9月18日廃止。

## 変遷
大正6年（1917年）に第2次大隈内閣に替わって寺内内閣が成立した。寺内内閣は所謂「超然内閣」の形式で発足し、立憲政友会からは「是々非々」という態度を取り付けたものの、前内閣与党の憲政会及び反超然内閣を唱える立憲国民党は対決姿勢を示した。
内閣総理大臣寺内正毅は枢密顧問官伊東巳代治や内務大臣後藤新平の建策を受けて、折りしも第一次世界大戦が起きている事を理由に国論を統一して外交を政争の外に置く事を大義名分とした天皇直属の外交調査会設置を行い、各党党首をそこに取り込むとともにその政治基盤である帝国議会・政党から切り離す事を検討した。一方、同じく枢密顧問官である三浦梧楼も寺内とは別個に、陸軍を背景に政治力を行使する元老山縣有朋に対する反感から山縣と陸軍に対抗するために外交問題を扱う天皇直属の機関に各党党首を入れて、これを梃入れとして政党勢力を利用して山縣の権威の根源である軍部が持つ統帥権を制約しようと画策していた。この三浦の案を打ち明けられた政友会総裁原敬や国民党総務委員犬養毅も同意の姿勢を示した。
こうした複雑な思惑の絡み合いを抱えながら、大正6年（1917年）6月5日に臨時外交調査会が宮中に設置されたのである。この時定められた「臨時外交調査会官制」によれば、「天皇に直属して時局に関する重要の案件を考査審議する」機関と位置づけられ、総裁を内閣総理大臣（寺内正毅）、委員は国務大臣・国務大臣経験者（前官礼遇者及び一般の経験者）・親任官のうちから選出・任命すること、幹事には外務省高等官及び陸軍・海軍将校を充てる事になっていた。これに基づいて寺内総裁の他、本野一郎（外務大臣）・後藤新平（内務大臣）・加藤友三郎（海軍大臣）・大島健一（陸軍大臣）の4閣僚、牧野伸顕・伊東巳代治・平田東助の3枢密顧問官、そして元内務大臣原敬と元文部大臣犬養毅の2人の計9名の委員、鈴木貫太郎海軍次官（中将）・山田隆一陸軍次官（中将）・幣原喜重郎外務次官・児玉秀雄内閣書記官長（内閣代表）の4名が幹事に任命された。
原と犬養は明らかに政党の党首としての委員任命であったが、帝国憲法上の制度ではない政党党首の資格で委員に任命された場合の憲法上の問題があり、あくまでも元国務大臣としての委員任命とされた。また、会議の内容は機密事項とされて委員による口外を禁じられた事から、政党側に対して政府の外交政策に反対させないための「人質」的な意味合いも有した。なお、憲政会の総裁である加藤高明元外務大臣に対しても委員就任要請が行われたが、官制に（従来（即ち前内閣）の外交政策を）「匡正釐革」するの一句があるのを見た加藤は大隈前内閣の外務大臣であった自分への当てつけと考え、内閣（外務省を含む）以外に外交を扱う組織の作る事は外交大権・行政権の両面から違憲性があると主張して就任を拒絶、また軍部も天皇直属の組織とした事で天皇を利用して統帥権を制約しようとするものであると警戒感を強めた。また、世論・マスコミも憲法上問題のある組織を立ち上げて超然内閣である寺内内閣延命を助けるものであると反発した。
シベリア出兵・パリ講和会議・ワシントン会議などにおける日本が採るべき方針などが議論され、特にシベリア出兵に対しては外務省・政党側の要求により軍部のシベリア・沿海州制圧の構想を掣肘して、アメリカとの共同出兵に留める方針を策定するなど、統帥権への間接的な介入を行っている。だが、寺内内閣が米騒動で倒れて政党内閣である原内閣が成立すると、超然内閣が政党を取り込む必要性が無くなってその地位が低下していく。政友会の強い閣外協力を受けた加藤友三郎内閣の大正11年（1922年）9月18日に廃止された。